# Caves (bier)
Caves (uitgesproken als "kavès", met de klemtoon op de laatste lettergreep, de "s" wordt ook uitgesproken) is een Belgisch geuze-achtig bier. Het wordt in opdracht van de vzw Koninklijke Gilde der Heren van Lier gebrouwen door Brouwerij Verhaeghe Vichte te Vichte.

## Geschiedenis
Caves kent een lange geschiedenis van successen maar ook van teloorgang. Het is van oorsprong een bier uit de 17de eeuw. De allereerste vermelding in de annalen van de stad Lier is 1688. In de 18de eeuw was het een van de belangrijkste bieren, maar rond 1880 is het bier verdwenen. Lange tijd waren er twee soorten Caves: een gele, die slechts eenmaal geweekt werd en een lichtblonde, tweemaal geweekte. De eerste had een alcoholpercentage van 11,7% en was bestemd voor plaatselijk verbruik te Lier. De tweede was dunner en diende voor verbruik buiten Lier. Deze laatste werd Gentse Caves genoemd.
De Gilde 'Heren van Lier' besloot in 1976 terug Caves te laten brouwen. Sindsdien is het volop terug te vinden in de streek van Lier, waar het een streekspecialiteit is. Het voert dan ook als ondertitel 'Het bier van Lier'. "In principe" mag Caves enkel in Lier geschonken worden en in de eigen cafés van de brouwerij Verhaeghe in Vichte. De Heren van Lier houden aan deze regel en indien er uitzondering dient gemaakt te worden om welke reden ook, wordt een beetje Lierse grond op de tapplaats uitgestrooid.
In 2012 werd vastgesteld dat ook in Oostende Caves geschonken werd. Om dit te officialiseren werd Lierse grond uitgestrooid op de tapplaats.

## Het bier
Caves is een amberkleurig bier van hoge gisting van 5,8%. Het bier wordt gebrouwen van gerst, tarwe en hop, zonder kleurstoffen of conserveermiddelen en zonder toevoeging suikers. Volgens Alphonse Swartelee, brouwmeester en bierhistoricus, zou Caves van alle heden gebrouwen bieren, waarschijnlijk het meest het middeleeuws bier benaderen: zoet en zuur. Anderzijds is het zeker dat de huidige Caves sterk afwijkt van de oorspronkelijke, zowel qua kleur - de oorspronkelijke was lichtblond of geel - als qua alcoholpercentage. De oorspronkelijke Caves werd niet alleen met tarwe en gerst, maar ook met haver gebrouwen.